# Populage des marais
Caltha palustris
Espèce
Classification phylogénétique
Statut de conservation UICN

 LC  : Préoccupation mineure
Le Populage des marais, Caltha des marais ou encore Souci d'eau (Caltha palustris), est une espèce de plantes à fleurs de la famille des Renonculacées. C'est l'espèce type du genre Caltha.

## Description

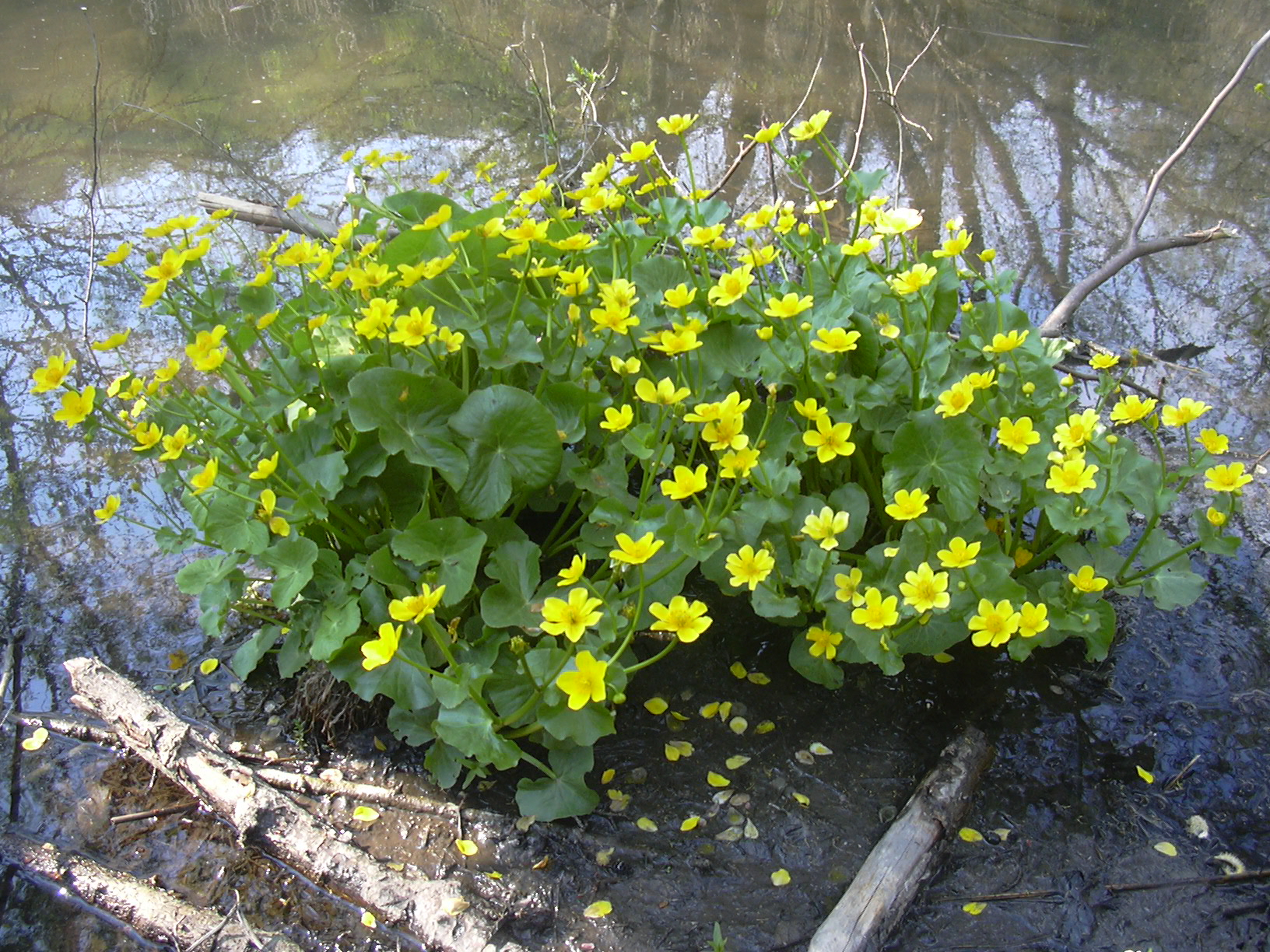
Groupement des fleurs et milieu humide caractéristiques.

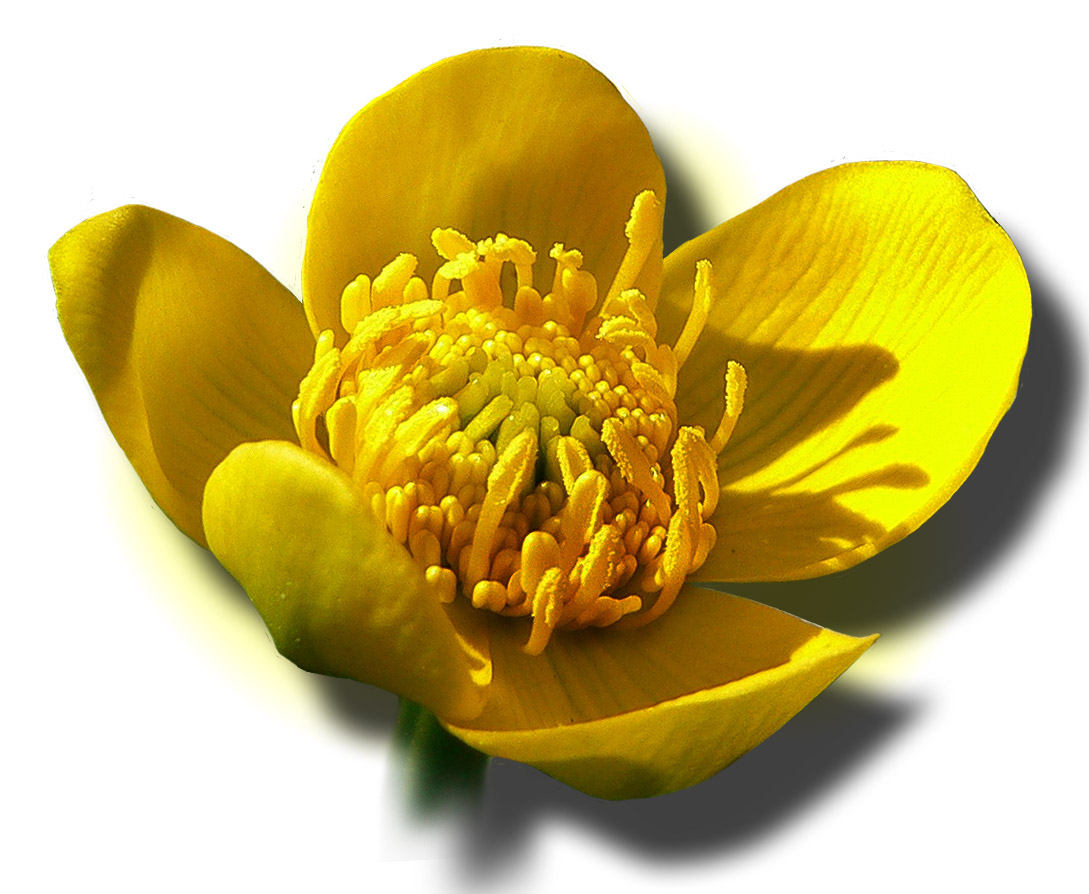
Détail de la fleur.

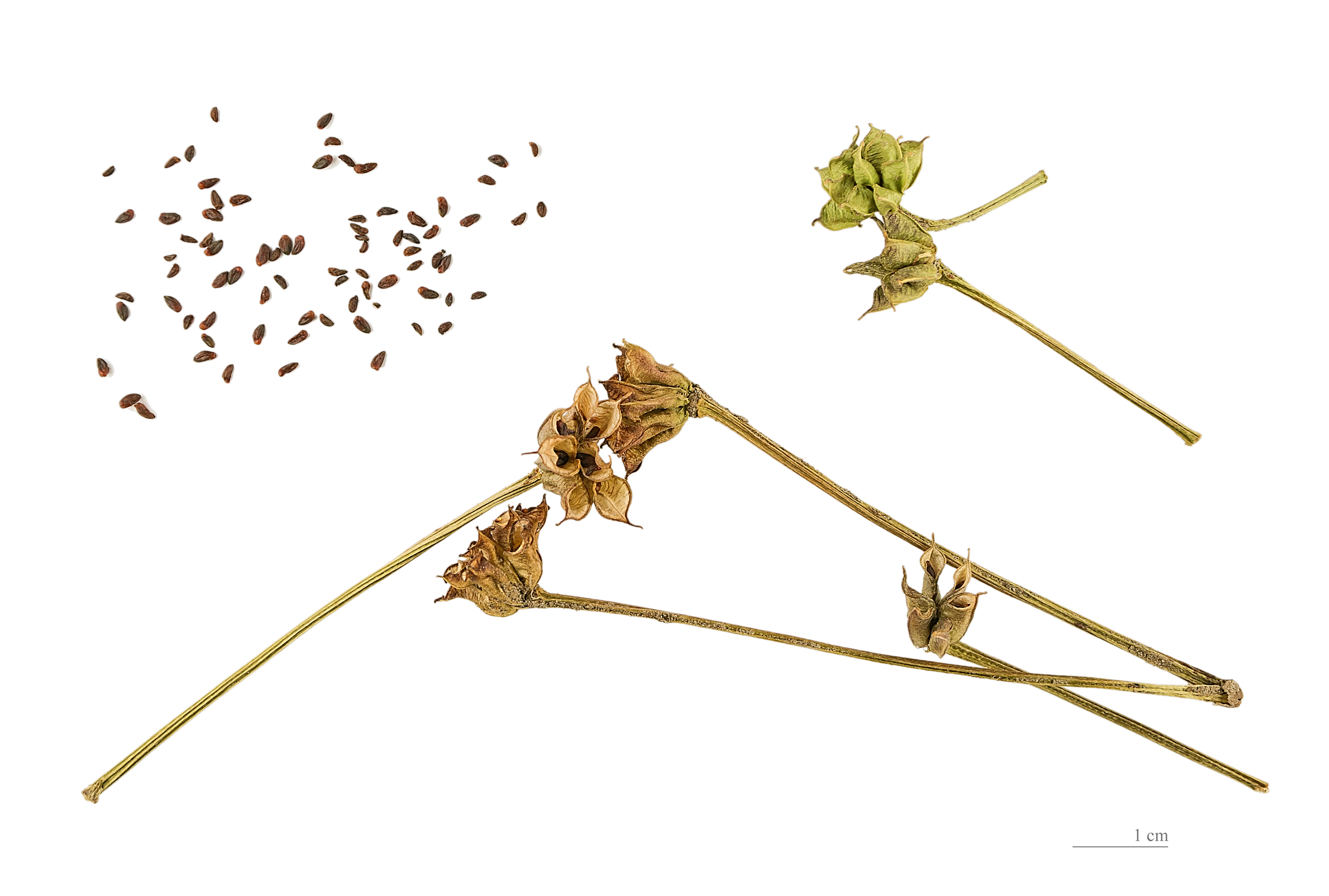
Fruits mûrs et graines au Muséum de Toulouse.

C'est une plante herbacée vivace, robuste, en touffe, aux feuilles glabres, en forme de cœur, dentées, les inférieures longuement pétiolées.
Les tiges sont en partie rampantes avec des racines adventices aux nœuds. Les fleurs assez grosses sont apétales mais possèdent cinq tépales pétaloïdes d'un jaune d'or vif.

## Floraison
Suivant l'altitude de mars à août.

## Habitat
Cette espèce vit dans des zones de lumière à mi-ombre : prairies humides, marécages, fossés et bois frais.

## Aire de répartition
Elle est commune dans les zones humides non-acides de toute l'Europe, sauf dans les régions méditerranéennes. On la retrouve aussi dans l'est de l'Amérique du Nord, jusqu'au Québec.
Par suite des drainages et des endiguements, les zones humides ont fortement régressé en Europe de l'Ouest, entraînant la disparition d'une partie des populations de Caltha palustris. Localement, c'est la dystrophisation des milieux qui porte préjudice à cette espèce.

## Toxicité
Toutes les parties de la plante mature sont toxiques. Elles contiennent de la proto-anémonine. Avant la floraison, la plante immature peut être consommée après ébullition.